# Azra Quraishi
Azra Quraishi   (Tonk, 22 de setembre de 1945 - Rāwalpindi, 22 de novembre de 2002) fou una destacada botànica del Pakistan. Va treballar en la millora de la producció de patata al Pakistan i va ser reconeguda pel seu treball sobre el cultiu de teixits vegetals. Va rebre el premi Borlaug el 1997 i l'Orde de les Palmes Acadèmiques el 2002. Se li atribueix l'augment de la producció de patates al Pakistan en un 5%.

## Primera vida i educació
Quraishi va néixer el 1945 a Rajasthan, Índia, filla d'Abdus Sattar Quraishi i de Salma Quraishi. La seva família es va traslladar a Rawalpindi, Pakistan, en l'agitació causada per la partició de l'Índia. Va obtenir el seu primer grau al Gordon College de la seva ciutat natal i, el 1966, va obtenir el seu màster a la Universitat del Punjab a Lahore.
Després de donar conferències durant diversos anys a la universitat Viqar-un-Nisa Girls de Rawalpindi, Quraishi va viatjar a l'estranger amb una beca del govern del Pakistan. Com a resultat, va obtenir un màster el 1973 per a la seva investigació en cultiu de teixits vegetals sobre Solanum tuberosum (patatera) varietat BF-15. Al cap de tres anys havia assolit el seu doctorat a la Universitat de París-Sud a Orsay, França, pel treball "Study of callogenesis and organogenesis from explants of in vitro shoots in Solanum tuberosum var., BF-15".

## Carrera científica
Azra Quraishi va crear patates de llavors sense virus al Pakistan. Aquesta investigació va afectar la posició comercial del seu país, ja que va reduir la necessitat d'importar patates de llavors dels Països Baixos, en haver augmentat la producció anual de patata del Pakistan en un 5%. Aquesta contribució li va suposar el reconeixement nacional. Azra Quraishi també "va llançar amb èxit projectes de micropropagació de plàtan, palmera datilera i de detecció de tolerància a la sal mitjançant el cultiu de teixits en conreus locals de blat i arròs". Va publicar més de 140 articles de recerca.

## Premis i reconeixements
Les seves contribucions li han valgut a Azra Quraishi molts premis:
- Premi Hamdard Pakistan el 1992[2]
- Premi Norman Borlaug per a la investigació i aplicació de camp el 1997[1]
- Premi del Mil·lenni del Pakistan Agricultural Research Council (PARC/PARSA) al millor científic l'any 2001[2]
- L'Orde de les Palmes Acadèmiques de França el 2002[2]

En una cerimònia commemorativa a Islamabad el 26 de novembre de 2002, Badruddin Soomro, president del PARC, va anunciar que l'Institut d'Investigació en Biotecnologia i Genètica Agrícola (IABGR) seria rebatejat en honor de Quraishi. Soomro va reconèixer que el sostre de vidre havia impedit a Quraishi la promoció que es mereixia. Havia estat promoguda com a directora científica i subdirectora general de l'Institut de Biotecnologia Agrícola del Consell d'Investigació Agrícola del Pakistan (PARC). Quraishi no va tenir fills, però va ajudar a la carrera del seu nebot i amb els costos econòmics de desenes de nens pobres.
Azra Quraishi va ser membre de diverses societats, inclosa la Societat Botànica del Pakistan.

## Publicacions
Quraishi va publicar més de 140 articles de recerca científica en revistes científiques reconegudes internacionalment i 85 articles de divulgació científica. Quraishi va participar en més de 70 conferències, simposis o seminaris nacionals i internacionals al Pakistan, Índia, Canadà, Egipte, Filipines, EUA, Regne Unit, Índia, Jordània, Bangladesh i, un mes abans de la seva mort, a la Xina.

## Mort
Azra Quraishi va morir el 22 de novembre de 2002 als 57 anys.